# موسی خیابانی
موسی نصیر اوغلی خیابانی (۶ مهر ۱۳۲۶ – ۱۹ بهمن ۱۳۶۰) معروف به موسی خیابانی، عضو با سابقه سازمان مجاهدین خلق ایران بود. وی یکی از اعضای سازمان در سال‌های بعد از ۱۳۵۰ بود و همراه مسعود رجوی از رهبران اصلی سازمان به‌شمار می‌آمد. خیابانی ۳۰ دی ۱۳۵۷ از زندان آزاد شد. او پس از انقلاب ۱۳۵۷ بعد از مریم رجوی از مهم‌ترین رهبران سازمان بود و در سال ۱۳۶۰ پس از اعلام جنگ مسلحانه، فرماندهی نظامی سازمان را بر عهده داشت.
موسی خیابانی در تاریخ ۱۹ بهمن ۱۳۶۰ در حین یک درگیری مسلحانه در تهران توسط سپاه پاسداران انقلاب اسلامی کشته شد.

## زندگی و تحصیلات
موسی خیابانی در ۶ مهر ۱۳۲۶ در تبریز و در خانواده‌ای مذهبی متولد شد. پدرش در بازار تبریز مغازه‌دار بود. تحصیلاتش را تا اخذ دیپلم در دبیرستان منصور تبریز ادامه داد، سپس برنده بورسیه دولتی شد و در رشته فیزیک دانشکده علوم دانشگاه تهران پذیرفته شد.
موسی در بهار سال ۱۳۵۹ با آذر رضایی (خواهر احمد رضایی، رضا رضایی و مهدی رضایی) ازدواج کرد.

## فعالیت‌های سیاسی
خیابانی در زمان دانشجویی اواخر سال ۱۳۴۵ به عضویت سازمان مجاهدین درآمد. او تحت مسئولیت علی میهن‌دوست از رهبران سازمان بود و اصول و مبانی آموزه‌های سازمان را از محمد حنیف نژاد آموخت. دربارهٔ شخصیتش طبق گفته اعضای با سابقه سازمان، موسی بچه مسلمانی بسیار معتقد بود و این عقایدش تحت آموزش‌های محمد حنیف‌نژاد پررنگ‌تر نیز شد. موسی به دلیل تسلطش بر زبان عربی، برنامه مطالعاتی منظمی در متون اسلامی به ویژه قرآن و نهج البلاغه داشت.
از همین رو، خیلی زود به یکی از نیروهای تئوریک اصلی در سازمان تبدیل شد. لطف‌الله میثمی دربارهٔ شخصیتش می‌نویسد:
«موسی آدمی عارف و ساکت بود. بالاترین آرزویش این بود که ای کاش او را نزد محمد حنیف نژاد می‌بردند و از چشمه فیض او بهره می‌برد؛ با او قرآن می‌خواند و مطلب یادمی‌گرفت. برتری حنیف نژاد بر خودش را خیلی قبول داشت و دائم بر زبان می‌آورد. البته حنیف نژاد هم هر وقت در عربی به اشکالی برمی‌خورد، از موسی می‌پرسید.»
بر اساس گفته‌ها موسی اساساً از نظر شخصیتی طوری بود که پس از دستگیری در زندان، مذهبی‌ها و طرفداران روح‌الله خمینی و حتی بازجوهای ساواک از او حساب می‌بردند و او را درحالی‌که شکنجه می‌کردند آقا موسی صدا می‌زدند. او قبل از سال ۱۳۵۰ در ارتباط با رهبران و بنیان‌گذاران سازمان مسئولیت‌های سنگینی را در سازمان به عهده داشت. در سال ۱۳۴۹ همزمان با ورود سازمان به مرحله تدارک عمل و ایجاد آمادگی‌های نظامی، موسی به‌همراه چند تن دیگر از کادرها و مسئولان سازمان برای گذراندن دوره آموزش نظامی و چریکی راهی فلسطین و اردوگاه الفتح شد و پس از طی آموزش‌های لازم در مرداد سال ۱۳۵۰ مخفیانه به ایران بازگشت. موسی که دانشجوی فیزیک دانشگاه تهران بود سال آخر دانشگاهش مصادف شد با دستگیر شدنش و دوران هفت سالهٔ زندان، برای همین تحصیلات دانشگاهی او (در سال آخر دانشگاه) نیمه‌تمام ماند و موفق به اخذ لیسانس نشد. پس از گذراندن هفت سال دوران زندان همراه با شکنجه، بعد از آزادی به عنوان یکی از رهبران سازمان (شخص دوم سازمان) فعالیت بسیار گسترده‌ای داشت.

## دستگیری و زندان

از راست: موسی خیابانی، مسعود رجوی و محمود طالقانی

او به‌دنبال یورش گسترده ساواک به سازمان مجاهدین در شهریور سال ۱۳۵۰، همراه ۳۳ تن دیگر از اعضای مجاهدین دستگیر شد. وی ماه‌ها زیر شکنجه قرار داشت. شدت ضربات وارده در دوره بازجویی به حدی بود که مدتی در بیمارستان بستری شد. موسی خیابانی در اردیبهشت ۱۳۵۱، در یک دادگاه نظامی به اعدام محکوم شد. این حکم در دادگاه دوم نیز تأیید شد.اما پس از اعدام بنیان‌گذاران سازمان مجاهدین خلق ایران و اعضای کمیته مرکزی سازمان، حکومت شاه تحت فشارها و موج اعتراض‌های گسترده در واکنش به صدور احکام اعدام در مورد مجاهدین، مجبور شد که از اعدام او و چند تن دیگر از مجاهدین صرف‌نظر کند. موسی به حبس ابد محکوم شد و به زندان قصر انتقال یافت.
موسی خیابانی در برگه بازجویی ساواک علت مشارکت خود در سازمان را این‌گونه عنوان کرده است:
«هدف این بود که اجتماعی تشکیل دهیم که در آن فقر و فساد نباشد و عقیده داشتیم که باید با هرگونه استعمار و استثمار مبارزه کرد و برای نیل (دستیابی) به آن، بایستی با رژیم موجود (شاه) مبارزه کرد و نتیجه‌ای که می‌خواستیم بگیریم این بود که یک رژیم دیگر، مطابق نظرات و ایده‌های خود برقرار کنیم.»
سرانجام پس از ۷ سال زندان، در روز ۳۰ دی ۱۳۵۷، به‌همراه آخرین گروه از زندانیان سیاسی، از زندان شاه آزاد شد.

## پس از انقلاب ۱۳۵۷
در ۳۰ دی ۱۳۵۷ کمی پیش از پیروزی انقلاب ۱۳۵۷، بعد از این که آخرین دسته از زندانیان سیاسی از جمله اعضای سازمان مجاهدین خلق ایران آزاد می‌شوند، سید محمود طالقانی به دیدارشان رفت و طبق تجربه همان دوران زندان، در دیدار با رهبران مجاهدین در اولین روز آزادی شان گفت:
در مقابل شکنجه‌چی‌ها و بازجویانی که خودتان می‌شناسید، وقتی اسم مجاهدین برده می‌شد، اعصاب این‌ها به‌هم می‌ریخت و کنترلشان را از دست می‌دادند. این دلیل بر قدرت عقیده و ایمان به‌حق است. از اسم مسعود رجوی وحشت داشتند، از اسم موسی خیابانی وحشت داشتند.
در ۲۳ بهمن ۱۳۵۷، رجوی و خیابانی، جنبش ملی مجاهدین را تأسیس کردند و دو روز بعد در یک بیانیه مشترک، حمایت کامل خود را از جنبش ملی مجاهدین اعلام نمودند. کمی بعد همان نام سابق تشکیلات (سازمان مجاهدین خلق ایران) بازگشت و مسعود رجوی به عنوان مسئول اول سازمان و موسی خیابانی به عنوان جانشین رجوی، در راس این تشکیلات قرار گرفتند.
خیابانی در انتخابات مجلس اول شرکت کرد و با وجود این‌که حتی در دور دوم نیز در تبریز رأی کافی آورد اما به مجاهدین اجازهٔ ورود به مجلس داده نشد و با وجود آراء بالای مجاهدین از جمله رأی بالای مسعود رجوی در تهران، مانع ورود مجاهدین به مجلس شدند (طبق آمار مندرج آراء انتخاباتی سال ۵۸ که در کتاب اسلام رادیکال مجاهدین ایرانی نوشته یرواند آبراهامیان نیز درج شده).
در روزهای بعد از انقلاب، بین سال‌های ۵۸ تا ۶۰، سازمان مجاهدین خلق که به عنوان یک سازمان انقلابی در ایران فعالیت می‌کرد، مرتباً از سوی مخالفان مورد حمله قرار می‌گرفت حتی عده ای از مجاهدین هم در این حملات کشته شدند. سازمان بارها در اعتراض و رسیدگی به این شرایط به مقامات نامه نوشتند اما نتیجه ای حاصل نشد. موسی خیابانی (پس از یک حمله مسلحانه به پایگاه امدادی مجاهدین) در بهمن ۵۸ در مصاحبه با نشریه مجاهد گفت: تلاش کردیم صبر و بردباری داشته باشیم تا واکنش‌های متقابل کور انجام ندهیم. در هر موردی، مراتب را به مسئولان امر نوشتیم و درخواست رسیدگی کردیم که ممکن است کسی کشته بشود… متأسفانه به این تقاضاهای ما که خطاب به مسئولان بود، تا حالا جوابی داده نشده است»
پس از دو سال کشمکش میان حاکمیت و مجاهدین نهایتاً بعد از تظاهرات مسالمت‌آمیز نیم میلیونی مجاهدین در ۳۰ خرداد ۱۳۶۰ که توسط نیروهای حاکمیت سرکوب شد و از ۳۱ خرداد، اعدام‌های دسته‌جمعی مجاهدین در اوین آغاز شد، سازمان مجاهدین در پاسخ به این کشتارهای وسیع اعلام جنگ مسلحانه با نظام جمهوری اسلامی ایران کرد و بلافاصله موسی خیابانی به عنوان فرمانده نظامی سازمان وارد صحنه عملیات نظامی و جنگ داخلی شد. در زمانی که خیابانی به عنوان فرمانده نظامی، جنگ مسلحانه با جمهوری اسلامی را هدایت می‌کرد، بیش از ۳۰۰ تن که بیشتر آنان از مسئولان و وابستگان نظام جمهوری اسلامی و نیز اعضا سپاه پاسداران یا کمیته انقلاب اسلامی ایران بودند، در این نبردها کشته شدند. البته جمهوری اسلامی در اطلاعیه‌ای در آبان ۱۳۶۰، مدعی شد که آمار کسانی که تا آن زمان در این جنگ‌های داخلی، توسط شاخه نظامی مجاهدین به فرماندهی خیابانی کشته شده‌اند، از ۵۰۰ تن نیز فراتر رفته است. هرچند جمهوری اسلامی ادعا کرده است که اکثریت این افراد مردم غیرنظامی بودند، اما سازمان مجاهدین، غیرنظامی بودنِ آنان را رد می‌کند. همزمان با کشته‌شدن صدها تن از سپاه پاسداران، نظام جمهوری اسلامی بیش از ۲۵۰۰ تن از مجاهدین خلق را در سال ۱۳۶۰ اعدام کرد. جمهوری اسلامی بمب‌گذاری‌های دفتر حزب جمهوری اسلامی و نخست‌وزیری در سال ۱۳۶۰ را به سازمان مجاهدین خلق نسبت داد.

## آثار و کتاب‌ها
- عاشورا فلسفهٔ آزادی  بایگانی‌شده  در ۱۹ ژوئن ۲۰۱۸ توسط Wayback Machine
- فلسفهٔ شعائر

این جزوات که در آن سال‌ها به صورت کتاب درآمده بود در عاشورا و رمضان سال ۱۳۵۸ در مسجد دانشگاه تهران به صورت کلاس‌هایی طی چند شب برگزار شد که خود موسی سخنرانی و تبیین این جزوات را بر عهده داشت.

## آخرین صدای موسی خیابانی
موسی خیابانی در آخرین نوار صوتی منتشر شده گفت:
خمینی سرانجام در برابر ما آتش جنگ را برافروخت. آتشی که البته دودش به چشم خودش رفت. او بالاخره تضاد ما با ارتجاع را به انفجار کشاند. خمینی با کشتار سی خرداد و اعدام‌های دسته جمعی اوایل تیرماه، خود در واقع فیتیله این انفجار را آتش زد. لکن صدای مهیب انفجار درست راس ساعت ۹ یک‌شنبه هفتم تیرماه بلند شد. صدایی که در سراسر ایران بلکه در سراسر جهان طنین انداخت؛ و شاید بتوان گفت که از فردای آن روز رژیم خمینی دیگر مرده است.— موسی خیابانی، 

## کشته‌شدن
بعد از خروج مسعود رجوی از ایران، موسی خیابانی فرماندهی سازمان مجاهدین در ایران را بر عهده گرفت. در روز ۱۹ بهمن ۱۳۶۰ نیروهای سپاه پاسداران موفق به کشف محل اختفای اصلی رهبران مجاهدین در تهران در محله زعفرانیه شدند و پس از محاصره آن محل و چند ساعت درگیری مسلحانه آن را تصرف کردند. در این واقعه ۲۳ نفر از جمله موسی خیابانی، آذر رضایی همسر موسی خیابانی و اشرف ربیعی همسر مسعود رجوی کشته شدند. در این واقعه پسر خردسال مسعود و اشرف با نام مصطفی رجوی زنده ماند. این واقعه از سوی مجاهدین «عاشورای مجاهدان» نامیده شد.

## در فرهنگ عامه
دقایق پایانی فیلم ماجرای نیمروز ماجرای حمله نیروهای امنیتی به محل اختفای موسی خیابانی در زعفرانیه و کشته‌شدن او را به روایت جمهوری اسلامی به تصویر کشیده است.

## پی‌نوشت‌ها
1. ↑  «یاد و خاطره مجاهد شهید مهین نصیر اوغلی خیابانی، خواهر سردار شهید خلق «موسی» گرامی باد». mojahedin.org. دریافت‌شده در ۲۰۲۵-۰۵-۰۳.
2. ↑  فردا، رادیو (۲۰۱۹-۰۲-۰۴). «اول بهمن ۵۷ به روایت روزنامه‌ها». رادیو فردا. دریافت‌شده در ۲۰۲۳-۰۳-۲۳.
3. 1 2  «اول بهمن ۵۷ به روایت روزنامه‌ها». رادیو فردا. ۱۳۹۷-۱۱-۰۱. دریافت‌شده در ۲۰۱۹-۰۷-۳۰.
4. 1 2  کاظمی، محسن (۲۰۱۵-۰۵-۲۳). خاطرات عزت‌شاهی. H&S Media. صص. ۳۳۹. شابک ۹۷۸۶۰۰۱۷۵۸۸۵۰.
5. ↑  Radical Islam.
6. ↑  «نسخه آرشیو شده» (PDF). بایگانی‌شده از اصلی (PDF) در ۱۶ مارس ۲۰۱۸. دریافت‌شده در ۱۵ مارس ۲۰۱۸.
7. ↑  «منافقی که بخاطرش هواپیمای دوبی - بندرعباس را ربودند». صاحب نیوز. ۲۰۱۴-۰۹-۱۱. دریافت‌شده در ۲۰۱۹-۰۳-۰۵.
8. ↑  «گروه‌خون رجوی با دیگران فرق دارد». روزنامه صبح نو. بایگانی‌شده از اصلی در ۱۸ آوریل ۲۰۱۸. دریافت‌شده در ۲۰۱۹-۰۳-۰۵.
9. 1 2  «موسی خیابانی: شرح حال «سردار» منافقین خلق+ عکس و فیلم». مشرق نیوز. ۲۰۱۷-۰۴-۱۵. دریافت‌شده در ۲۰۱۹-۰۳-۰۵.
10. ↑  «موسی خیابانی، مرد شماره 2 مجاهدین خلق». خبرگزاری آریا. بایگانی‌شده از اصلی در ۱۵ اوت ۲۰۱۷. دریافت‌شده در ۲۰۱۹-۰۳-۰۵.
11. 1 2  «نسخه آرشیو شده» (PDF). بایگانی‌شده از اصلی (PDF) در ۲۴ مارس ۲۰۱۴. دریافت‌شده در ۱۶ آوریل ۲۰۱۸.
12. ↑  «مجاهدین در زندان و آزادی آنها». روزنامهٔ اطلاعات (۱۵۹۵۸): صفحهٔ ۱ و ۱۳. شنبه ۳۱ شهریور ماه ۱۳۵۸. تاریخ وارد شده در |تاریخ= را بررسی کنید (کمک); پارامتر |تاریخ بازیابی= نیاز به وارد کردن |پیوند= دارد (کمک)
13. ↑  . (۲۹ دی ۱۳۹۳). «زندان، رزمگاه می‌شود». سازمان مجاهدین خلق ایران. دریافت‌شده در ۱ تیر ۱۳۹۴. - . «19 شهریور سالروز درگذشت پدر طالقانی». سازمان مجاهدین خلق ایران. دریافت‌شده در ۱ تیر ۱۳۹۴. صدای طالقانی در این دیدار در این فیلم پخش می‌شود
14. ↑  «سخنرانی پدر طالقانی در روز آزادی مسعود رجوی». این نوار صوتی توسط مجاهدین خلق منتشر شده. دریافت‌شده در ۹ تیر ۱۳۹۴. - در این‌جا صدای سید محمود طالقانی در دیدار با مجاهدین خلق موجود است
15. ↑  مجموعه اطلاعیه‌ها و موضع‌گیری‌های سیاسی مجاهدین مجاهدین. انتشارات سازمان مجاهدین خلق ایران. ۱۳۵۸.
16. ↑  http://s3.picofile.com/file/8218270818/اسلام_رادیکال_،_اسلام_مجاهدین_آبراهامیان.
17. ↑  «نسخه آرشیو شده» (PDF). بایگانی‌شده از اصلی (PDF) در ۹ مارس ۲۰۱۷. دریافت‌شده در ۱۵ مارس ۲۰۱۸.
18. ↑  بیلان ترور، استحالهٔ ایدئولوژیک»، فصلِ اول، بخشِ «ویژگی‌های آماری ترورشدگان».
19. ↑  آبراهامیان، یرواند. اسلام رادیکال.
20. ↑  مجاهدین خلق پیدایی تا فرجام. - در این کتاب، تعداد افرادی را که توسط شاخه نظامی مجاهدین که تحت فرماندهی موسی خیابانی بود، کشته شدند را بیش از ۳۰۰ نفر عنوان کرده؛ و مدعی است که اکثر آن‌ها غیرنظامیان بودند که البته مورد تأیید سازمان مجاهدین خلق ایران نیست.
21. ↑  آبراهامیان، یرواند. اسلام رادیکال. - فصل نهم، صفحهٔ 279 از ترجمه فارسی
22. ↑  نشریه مجاهد، شماره 131. سازمان مجاهدین خلق ایران. - عنوان مطلب: صدای سردار، آخرین نوار سردار شهید خلق موسی خیابانی، قسمت آخر
23. ↑  «موسی خیابانی کشته شد!». موسسه فرهنگی و اطلاع‌رسانی تبیان (به Persian). دریافت‌شده در ۲۰۱۹-۰۳-۰۵.
24. ↑  "کشتن موسی خیابانی به روایت مردان امنیتی/او جای سیانور نارنجک داشت"، خبرگزاری مهر، ۸ فروردین ۱۳۹۶، بازدید شده در ۵ اسفند ۱۳۹۶.